# Professor T.
Professor T. is een Vlaamse psychologische thriller, onder de categorie politieseries onder regie van Indra Siera, Tim Mielants en Gijs Polspoel.
Het verhaal vertelt het leven van de Professor Teerlink, een professor criminologie aan de UA, die het politiekorps van rechercheurs bijstand geeft in complexe moordzaken.
Deze serie bevat veel zwarte humor en drama.

## Geschiedenis
Het eerste seizoen van de televisieserie werd op Eén uitgezonden in het najaar van 2015, het tweede seizoen in het najaar van 2016 en het derde in het najaar van 2018. De fictieserie kreeg een scenario van Paul Piedfort, die eerder meewerkte aan Aspe en het scenario van De Hel van Tanger schreef. De serie kreeg naast dramatische ook komische elementen mee.
De opnamen voor het eerste seizoen begonnen in april 2014. Het merendeel van de opnamen gebeurde in Antwerpen, maar hoewel de reeks zich ook afspeelt in Antwerpen werden ook scènes opgenomen in het oud justitiepaleis aan het Koophandelsplein in Gent, en in seizoen 3 ook in de koepelgevangenis van Breda en het provinciaal domein De Gavers in Geraardsbergen.
In april 2016 verscheen er een bericht op de Facebookpagina van Skyline Entertainment dat er een derde seizoen gedraaid wordt. Naar aanleiding van het uitzenden van het derde seizoen in het najaar van 2018 werden de seizoenen een en twee voorafgaandelijk heruitgezonden door Eén in de zomer van dat jaar.
Op 9 december 2018 maakte producent Skyline Entertainment bekend dat seizoen 3 ook meteen het laatste seizoen was. In augustus 2020, september 2022 en november 2023 werd het eerste seizoen heruitgezonden door Eén.
Het eerste seizoen kwam op de buis als T., vanaf seizoen 2 werd de reeks hernoemd naar Professor T.

## Verhaal
Professor Jasper Teerlinck, alias professor T., is een hoogleraar psychologische criminologie aan de Universiteit Antwerpen. Annelies Donckers, een oud-studente van hem, die na haar studies inspecteur bij de federale gerechtelijke politie is geworden, roept regelmatig de hulp in van haar oud-professor als consultant. In seizoen 3 wordt Annelies vervangen door Saskia Vogels. 
De professor heeft enkele eigenaardigheden, zoals smetvrees en een gebrek aan tact. De verhalen spelen zich af in Antwerpen.

## Format
In elke aflevering wordt een misdaad opgelost, soms meerdere die met mekaar verband houden. De laatste misdaad van elk seizoen is een dubbelaflevering. Sommige afleveringen hebben de vorm van een whodunit, terwijl in andere de kijker al eerder weet wie de dader is, en de onderzoekers het pas op het einde ontdekken. 
De reeks toont naast het onderzoek ook de persoonlijke problemen van de onderzoekers, zoals de relatie tussen Christina Flamant en de professor, de relatie tussen Annelies en Daan, Annelies en haar vader die afglijdt naar dementie, Paul Rabet, wiens dochter verongelukt is en die worstelt met de drank en met het voogdijschap van zijn kleindochter... 
De beeldvoering is soms onconventioneel, zo wordt bv. alleen de bovenkant van een hoofd getoond.
Er worden ook dikwijls fantasiebeelden getoond van gedachten en associaties van Professor T., afgewisseld met de werkelijke beelden van zijn omgeving.

## Rolverdeling
| Acteur                    | Personage                                             | Seizoen 1 | Seizoen 2        | Seizoen 3 |
| ------------------------- | ----------------------------------------------------- | --------- | ---------------- | --------- |
| Koen De Bouw              | Jasper Teerlinck, professor T.                        | Vinkje    | Vinkje           | Vinkje    |
| Ella Leyers               | inspecteur Annelies Donckers                          | Vinkje    | Vinkje           |           |
| Bart Hollanders           | inspecteur Daan De Winter                             | Vinkje    | (2 afleveringen) |           |
| Herwig Ilegems            | hoofdinspecteur Paul Rabet                            | Vinkje    | Vinkje           | Vinkje    |
| Tanja Oostvogels          | commissaris Christina Flamant                         | Vinkje    | Vinkje           | Vinkje    |
| Carry Goossens            | decaan Walter De Paepe                                | Vinkje    | Vinkje           | Vinkje    |
| Goele Derick              | Ingrid Sneyers, secretariaatsmedewerker faculteit     | Vinkje    | Vinkje           | Vinkje    |
| Gene Bervoets             | Herman Donckers, vader van Annelies Donckers          | Vinkje    | Vinkje           |           |
| Viviane De Muynck         | Adelinde Van Marcke, moeder van professor T.          | Vinkje    | Vinkje           | Vinkje    |
| Eva Binon                 | Tamara Vriendts                                       | Vinkje    |                  |           |
| Katrin Lohmann            | Femke Lesage                                          | Vinkje    | Vinkje           |           |
| Ignace Paepe              | Thierry Bulthe                                        | Vinkje    |                  |           |
| Barbara Sarafian          | psychiater Helena Gijselbrecht                        |           | Vinkje           | Vinkje    |
| Tom Van Bauwel            | professor Hugo Van Der Weyden                         |           | Vinkje           | Vinkje    |
| Steve Geerts              | inspecteur John Van Humbeeck                          |           | Vinkje           | Vinkje    |
| Kristof Coenen            | Serge Lauwers, hoofd van de Sectie Drugs              |           | Vinkje           |           |
| Eric Godon                | commissaris Cédric Fouchet                            | Vinkje    | Vinkje           |           |
| Eddy Vereycken            | Mark Desmedt                                          |           | Vinkje           | Vinkje    |
| Joris Hessels             | Georges Teerlinck, vader van professor T.             |           |                  | Vinkje    |
| Gregory Van Den Wijngaert | Jonge Jasper Teerlinck                                |           |                  | Vinkje    |
| Kim Hertogs               | Inske Landschoot                                      |           |                  | Vinkje    |
| Leen Roels                | Saskia Vogels                                         |           |                  | Vinkje    |
| Michael Vergauwen         | Johan Vermarcke                                       | Vinkje    |                  | Vinkje    |
| Tania Van der Sanden      | Geertrui Wellens, directrice gevangenis               |           |                  | Vinkje    |
| Charlotte Anne Bongaerts  | Rosalinde Dietrich, pro-Deo-advocate van professor T. |           |                  | Vinkje    |
| Peter De Graef            | Fons Fimmers, vrijwilliger praatgroep                 |           |                  | Vinkje    |
| Luc Nuyens                | Dany "Mario" Van Genechten, gedetineerde              |           |                  | Vinkje    |
| Stefan Perceval           | Ludo Govaerts, cipier                                 |           |                  | Vinkje    |
| Flor Decleir              | Bart Desmedt                                          |           |                  | Vinkje    |
| Issam Dakka               | Youssef Benali                                        |           |                  | Vinkje    |

## Afleveringen en kijkcijfers

### Seizoen 1
Hieronder zijn de kijkcijfers te vinden van alle afleveringen:
- Aflevering 1: Campus Drie Eiken: 1.055.818 kijkers op 13 september 2015 (2de plaats, na Kalmte kan U redden)
- Aflevering 2: Een fatale vergissing: 934.528 kijkers op 20 september 2015 (2de plaats, na Kalmte kan U redden)
- Aflevering 3: De doorlichting: 995.617 kijkers op 4 oktober 2015 (2de plaats, na Kalmte kan U redden)
- Aflevering 4: Dubbelleven: 1.053.328 kijkers op 11 oktober 2015 (3de plaats, na Sportweekend en Kalmte kan U redden)
- Aflevering 5: De hotelmoord: 1.129.865 kijkers op 18 oktober 2015 (2de plaats, na Kalmte kan U redden)
- Aflevering 6: Tamara: 1.003.773 kijkers op 25 oktober 2015 (2de plaats, na Kalmte kan U redden)
- Aflevering 7: De maskermoorden: 918.260 kijkers op 1 november 2015 (2de plaats, na Kalmte kan U redden)
- Aflevering 8: Katvanger: 990.259 kijkers op 8 november 2015 (2de plaats, na Kalmte kan U redden)
- Aflevering 9: Moederliefde: 1.009.094 kijkers op 15 november 2015 (5de plaats, na Geert Hoste Waakt Over Het Land, Sportweekend, Kalmte kan U Redden en Het 7 uur-Journaal)
- Aflevering 10: De zaak Seynaeve: 990.879 kijkers op 22 november 2015 (5de plaats, na Geert Hoste Waakt Over Het Land, Het 7 uur-Journaal, Sportweekend en Kalmte kan U Redden)
- Aflevering 11: De nalatenschap: 1.088.810 kijkers op 29 november 2015 (4de plaats, na Het 7 uur-Journaal, Sportweekend en Kalmte kan U Redden)
- Aflevering 12: De jaartalmoorden (Deel 1): 1.131.846 kijkers op 6 december 2015 (2de plaats, na Kalmte kan U redden) - Hoogste kijkcijfer tot nu toe
- Aflevering 13: De jaartalmoorden (Deel 2): 1.107.182 kijkers op 13 december 2015 (2de plaats, na Kalmte kan U redden)

### Seizoen 2
Hieronder zijn de kijkcijfers te vinden van alle afleveringen:
- Aflevering 1: Cuberdon: 794.533 kijkers op 4 september 2016 (5de plaats na The Secret Life Of The Zoo, Het 7 uur-journaal, Sportweekend en Sorry Voor Alles) - Laagste kijkcijfer tot nu toe.
- Aflevering 2: In vuur en vlam: 831.312 kijkers op 11 september 2016 (2de plaats na Sorry Voor Alles)
- Aflevering 3: De familie: 870.733 kijkers op 18 september 2016 (2de plaats na Sorry Voor Alles)
- Aflevering 4: Onvoltooid verleden: 930.157 kijkers op 25 september 2016 (2de plaats na Sorry Voor Alles)
- Aflevering 5: Hartstocht: 873.848 kijkers op 2 oktober 2016 (5de plaats na Sportweekend, Het 7 uur-journaal, The Secret Life Of The Zoo en Sorry Voor Alles)
- Aflevering 6: Diamant: 983.150 kijkers op 9 oktober 2016 (2de plaats na Sorry Voor Alles)
- Aflevering 7: Jitske: 998.740 kijkers op 16 oktober 2016 (2de plaats na Sorry Voor Alles)
- Aflevering 8: Angstig gehecht: 950.695 kijkers op 23 oktober 2016 (4de plaats na Het 7 uur-journaal, Sportweekend en Kalmte kan U redden)
- Aflevering 9: Het congres: 910.800 kijkers op 30 oktober 2016 (2de plaats na Kalmte kan U redden)
- Aflevering 10: Het DNA van een moordenaar: 966.376 kijkers op 6 november 2016 (3de plaats na Het 7 uur-journaal en Kalmte kan U redden)
- Aflevering 11: Dode meisjes zingen niet: 903.084 kijkers op 10 november 2016 (4de plaats na Sportweekend, Het 7 uur-journaal en Kalmte kan U redden)
- Aflevering 12: Zwanenzang (Deel 1): 904.991 kijkers op 27 november 2016 (5de plaats na The Zoo, Sportweekend, Het 7-uur journaal en Kalmte kan U redden)
- Aflevering 13: Zwanenzang (Deel 2): 897.981 kijkers op 4 december 2016 (5de plaats na: The Zoo, Sportweekend, Het 7-uur journaal en Kalmte kan U redden)

### Seizoen 3
Hieronder zijn de kijkcijfers te vinden van alle afleveringen:
- Aflevering 1: De troonopvolger (Deel 1): 765.521 kijkers op 9 september 2018 (2de plaats na Kalmte Kan U Redden)
- Aflevering 2: De troonopvolger (Deel 2): 683.103 kijkers op 16 september 2018 (3de plaats na Kalmte Kan U Redden en Het Journaal)
- Aflevering 3: Het verloren schaap: 789.536 kijkers op 23 september 2018 (3de plaats na Kalmte Kan U Redden en Het Journaal)
- Aflevering 4: Het perfecte plaatje: 708.634 kijkers op 30 september 2018 (3de plaats na Kalmte Kan U Redden en Het Journaal)
- Aflevering 5: Sugarbaby: 720.677 kijkers op 7 oktober 2018 (3de plaats na Kalmte Kan U Redden en Het Journaal)
- Aflevering 6: Elk huisje ...: 739.687 kijkers op 21 oktober 2018 (3de plaats na Kalmte Kan U Redden en Het Journaal)
- Aflevering 7: Het geluk van anderen: 741.273 kijkers op 28 oktober 2018 (4de plaats na Het Journaal, Kalmte Kan U Redden en Sportweekend)
- Aflevering 8: Moord op voorschrift: 752.575 kijkers op 4 november 2018 (5de plaats na Het Journaal, Kalmte Kan U Redden, Sportweekend en Lili en Marleen)
- Aflevering 9: Het vluchtmisbedrijf: 819.061 kijkers op 11 november 2018 (5de plaats na Het Journaal, Kalmte Kan U Redden, Nooit Meer Ten Oorlog en Sportweekend)
- Aflevering 10: Residentie Zilverspar: 579.253 kijkers op 18 november 2018 (8ste plaats)
- Aflevering 11: Dakloos: 683.722 kijkers op 25 november 2018 (5de plaats na Kalmte Kan U Redden, Het Journaal, Sportweekend en The Secret Life of the Zoo)
- Aflevering 12: Queen Olivia: 769.264 kijkers op 2 december 2018 (5de plaats na Kalmte Kan U Redden, Het Journaal, The Secret Life of the Zoo en Sportweekend)
- Aflevering 13: De ontknoping: 806.297 kijkers op 9 december 2018 (4de plaats na Sportweekend, Het Journaal, Kalmte Kan U Redden)

## Prijs
Op het Festival de la Fiction TV in La Rochelle won T. de 'Prix spécial du jury' in de categorie 'buitenlandse fictie'.

## Internationaal
Vanaf maart 2017 werd de serie in Nederland uitgezonden op RTL Crime. Eerder was de serie al te zien op RTL's Videoland, en momenteel is het tweede seizoen van deze televisieserie te zien op Disney+.
Vanaf augustus 2017 was de serie ook in Australië te zien in het Nederlands met Engelse ondertiteling op de zender van de Special Broadcasting Service (SBS). Beide seizoenen werden zowel op tv als op de website van SBS (SBS On Demand) getoond.
Vanaf september 2018 werd de serie ook uitgezonden in Roemenië in het Nederlands met Roemeense ondertitels op de vrouwenzender DIVA.
Vanaf 10 november 2018 werd het eerste seizoen in Italië uitgezonden op de zender La7 in een volledig in het Italiaans nagesynchroniseerde versie. Het tweede seizoen werd op de zender La7d uitgezonden.
In het najaar van 2018 werd een Tsjechische remake uitgezonden op zender Nova.
Vanaf mei 2019 draaide de serie ook in de Verenigde Staten, op de publieke omroep PBS en is ook beschikbaar via de streamingservice PBS Passport.
Op 5 oktober 2016 raakte bekend dat in Frankrijk en Duitsland aan een remake van Professor T. wordt gewerkt. In Frankrijk heeft TF1 de rechten van het programma gekocht. De Franse reeks Prof T. wordt geproduceerd door VeMa Productions met Mathieu Bison in de hoofdrol. De reeks kwam met 6 episodes op antenne in het voorjaar van 2018. In Duitsland zijn de rechten aangekocht door ZDF. De reeks wordt er geproduceerd door Skyline Entertainment in samenwerking met Rowboat met Matthias Matschke in de hoofdrol.
In 2021 werd een zesdelige Britse remake uitgezonden van Professor T. De reeks werd gedeeltelijk opgenomen in België en alle afleveringen werden geregisseerd door de Belgische regisseur Dries Vos.

## Trivia
- In april 2021 werden door de Universiteit Antwerpen twee handdoekjes zoals Jasper Teerlinck in de serie gebruikte, opgestuurd aan een koppel fans uit Washington in de VS. (Dat waren handdoeken met het logo van de universiteit op.) De man (Michael Salapke) wilde zijn vrouw (Helen) een origineel cadeau geven voor hun vijfendertigste trouwdag. Toen Michael ontdekte dat de handdoeken niet beschikbaar waren in de webshop van de universiteit, contacteerde hij hen. De universiteit liet er speciaal twee maken en stuurde ze gratis op.[14][15]